# Јасухиро Хато
Јасухиро Хато (јап. 波戸 康広; 4. мај 1976) бивши је јапански фудбалер.

## Каријера
Током каријере је играо за Јокохама Флугелси, Јокохама Ф. Маринос, Кашива Рејсол и Омија Ардија.

## Репрезентација
За репрезентацију Јапана дебитовао је 2001. године. За тај тим је одиграо 15 утакмица.

## Статистика
| Јапан  | Јапан   | Јапан  |
| Година | Наступи | Голови |
| ------ | ------- | ------ |
| 2001.  | 10      | 0      |
| 2002.  | 5       | 0      |
| Укупно | 15      | 0      |